# Dekanat Łódź-Widzew
Dekanat Łódź-Widzew – dekanat należący do archidiecezji łódzkiej, obejmujący tereny wschodniej Łodzi, czyli kompleks osiedli w dzielnicy Widzew. Jego obszar powiększył się na mocy dekretu ks. abp. Marka Jędraszewskiego, który dokonał reorganizacji dekanatów.
W skład dekanatu wchodzi 7 parafii.
- parafia Matki Bożej Jasnogórskiej
- parafia Matki Bożej Wspomożenia Wiernych
- parafia Świętego Alberta
- parafia Świętych Apostołów Piotra i Pawła
- parafia Świętego Kazimierza
- parafia Trójcy Przenajświętszej
- parafia św. Anny